# Jean-François Le Corre
Jean-François Le Corre (* 1965 in Quimper) ist ein französischer Filmproduzent. Er ist Mitbegründer der Filmproduktionsfirma Vivement lundi!.

## Leben
Le Corre beendete 1983 die Schule mit einem Baccalauréat Scientifique. Es folgte anschließend ein Studium der Wirtschaftswissenschaften an der Universität der Westbretagne in Brest, das er mit dem Diplôme d’études universitaires générales beendete, und der Informations- und Kommunikationswissenschaften an der Universität Rennes 2 mit dem erfolgreichen Abschluss Maîtrise (äquivalent zum Master-Abschluss). Bereits während seiner Zeit in Rennes begann er, sich für die Filmproduktion zu interessieren.
Le Corre war zur Wendezeit kurzzeitig für das französische Ministerium für Europa und Äußeres in Deutschland tätig und arbeitete anschließend bis 1992 als Pressereferent beim Film und bei verschiedenen Filmfestivals in der Bretagne. Von 1992 bis 1994 war er unter Michel Guilloux als Produktionsmanager für die Filmproduktionsfirma Lazennec Bretagne tätig. Sein erster Kurzanimationsfilm, den er in der Rolle eines Produzenten über Jahre mitentwickelte, wurde Laurent Gorgiards Werk L’homme aux bras ballants, der 1998 erschien und den Spezialpreis der Jury des Festival d’Animation Annecy erhielt.
Im April 1998 erfolgte die Liquidation von Lazennec Bretagne. Im selben Monat gründete Le Corre in Rennes mit Valérie Malavielle die Filmproduktionsfirma Vivement lundi!, mit der er seither Animationsfilme und Dokumentarfilme realisiert. Im Jahr 2004 vergrößerte sich die Firma und bezog ein 80 Quadratmeter großes Studio, wo seither unter anderem Stop-Motion-Filme gedreht werden. Zu den größten Projekten Le Corres gehörte die bis 2014 gedrehte Stop-Motion-Serie Dimitri, zu der auch ein Fernsehfilm entstand und bei der an 15 verschiedenen Sets bis zu 120 Personen mitarbeiteten.
Für Sous tes doigts von Regisseurin Marie-Christine Courtès wurde Le Corre 2016 für einen César in der Kategorie Bester animierter Kurzfilm nominiert; eine weitere César-Nominierung erfolgte 2019 für den Kurzfilm Schattenseiten. Für Bruno Collets animierten Kurzfilm Mémorable erhielt Le Corre 2020 eine Oscarnominierung in der Kategorie Bester animierter Kurzfilm.

## Filmografie (Auswahl)
- 1998: L’homme aux bras ballants
- 2001: Le dos au mur
- 2003: Calypso Is Like So
- 2005: R.I.P. repose en paix (TV-Serie)
- 2007: Le jour de gloire …
- 2009: Le petit dragon
- 2010: Specky Four-Eyes (Cul de bouteille)
- 2013: Hikikomori, à l’écoute du silence
- 2014: Dimitri (TV-Serie)
- 2014: Dis-moi Dimitri (TV-Serie)
- 2014: La maison de poussière
- 2014: Tempête sur anorak
- 2014: Dimitri à Ubuyu (TV)
- 2015: Sous tes doigts
- 2016: Colocataires
- 2018: Welch himmlischer Kuchen! (Ce magnifique gâteau!)
- 2018: Schattenseiten (Entre sombras)
- 2019: Mémorable
- 2019: La tête dans les orties (Kurzfilm)
- 2022: Interdit aux chiens et aux Italiens